# Palazzo delle Finanze

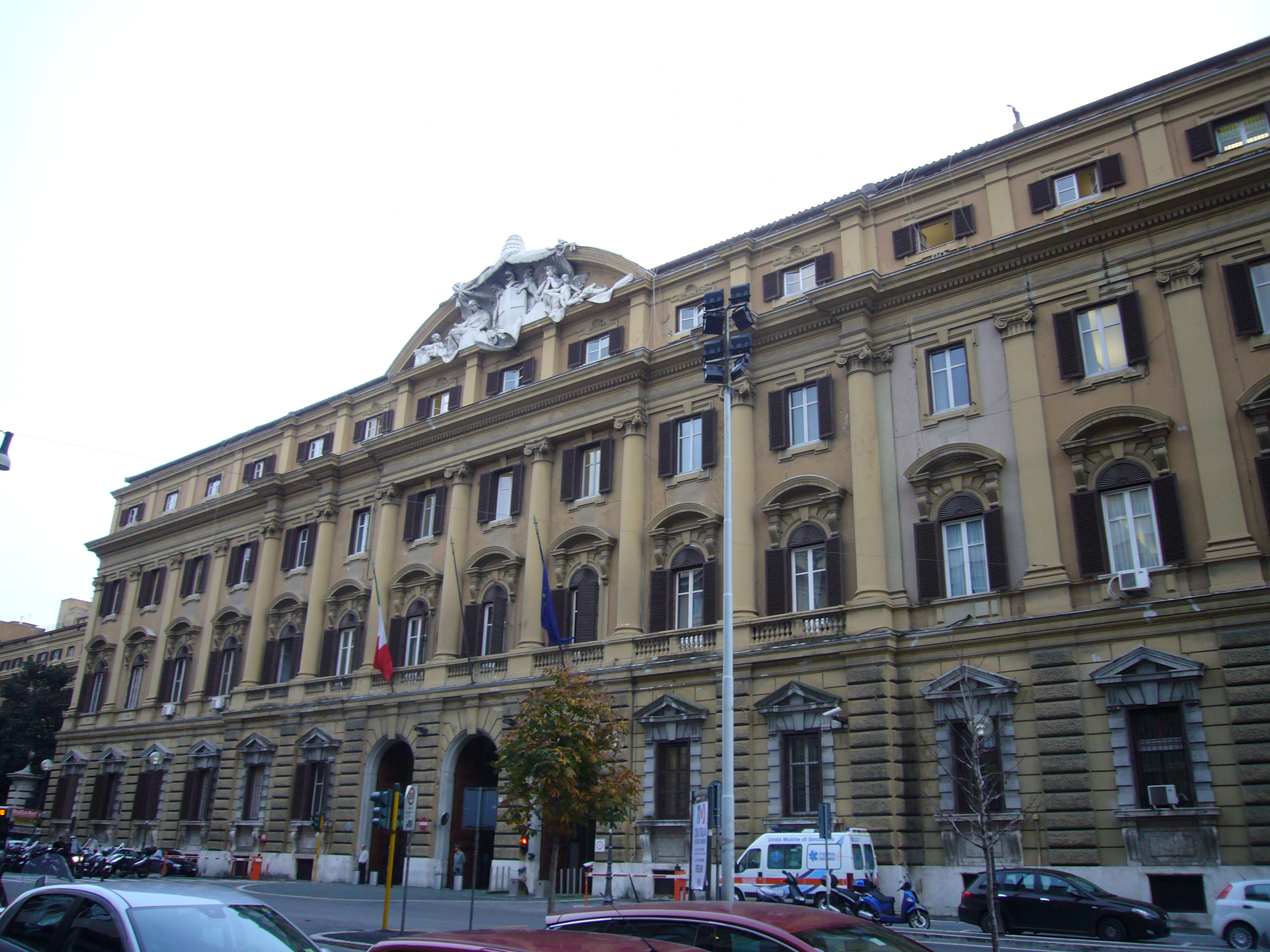
Das Wirtschafts- und Finanzministerium im Stadtteil Castro Pretorio von Rom

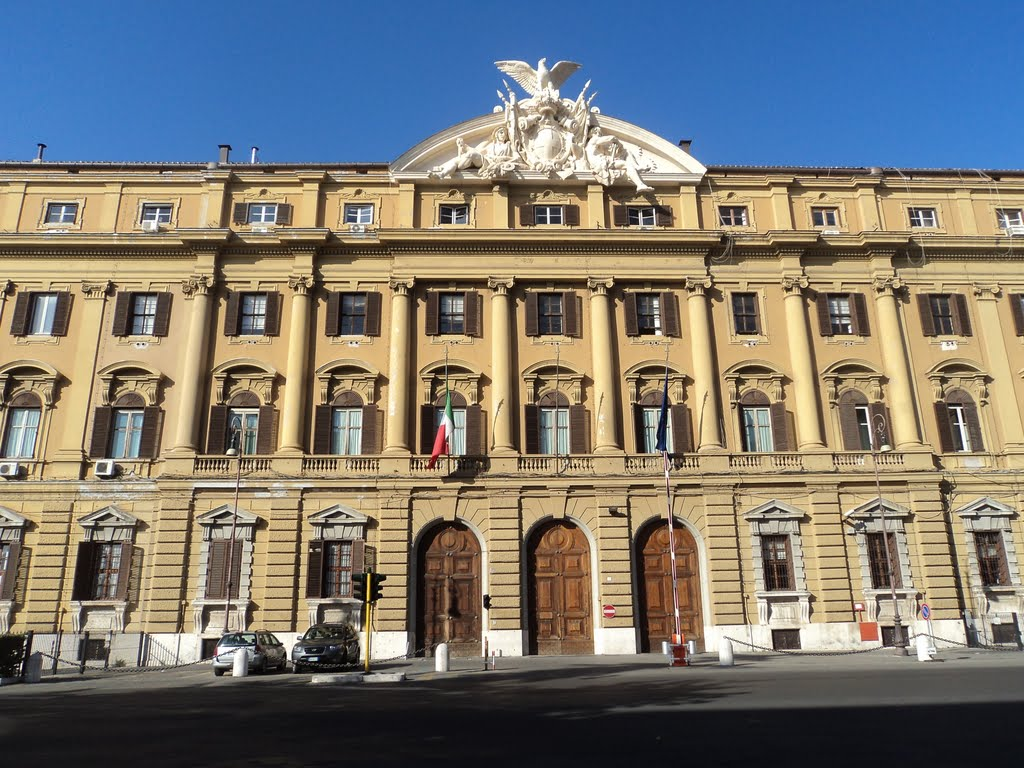
Fassade des Palazzo

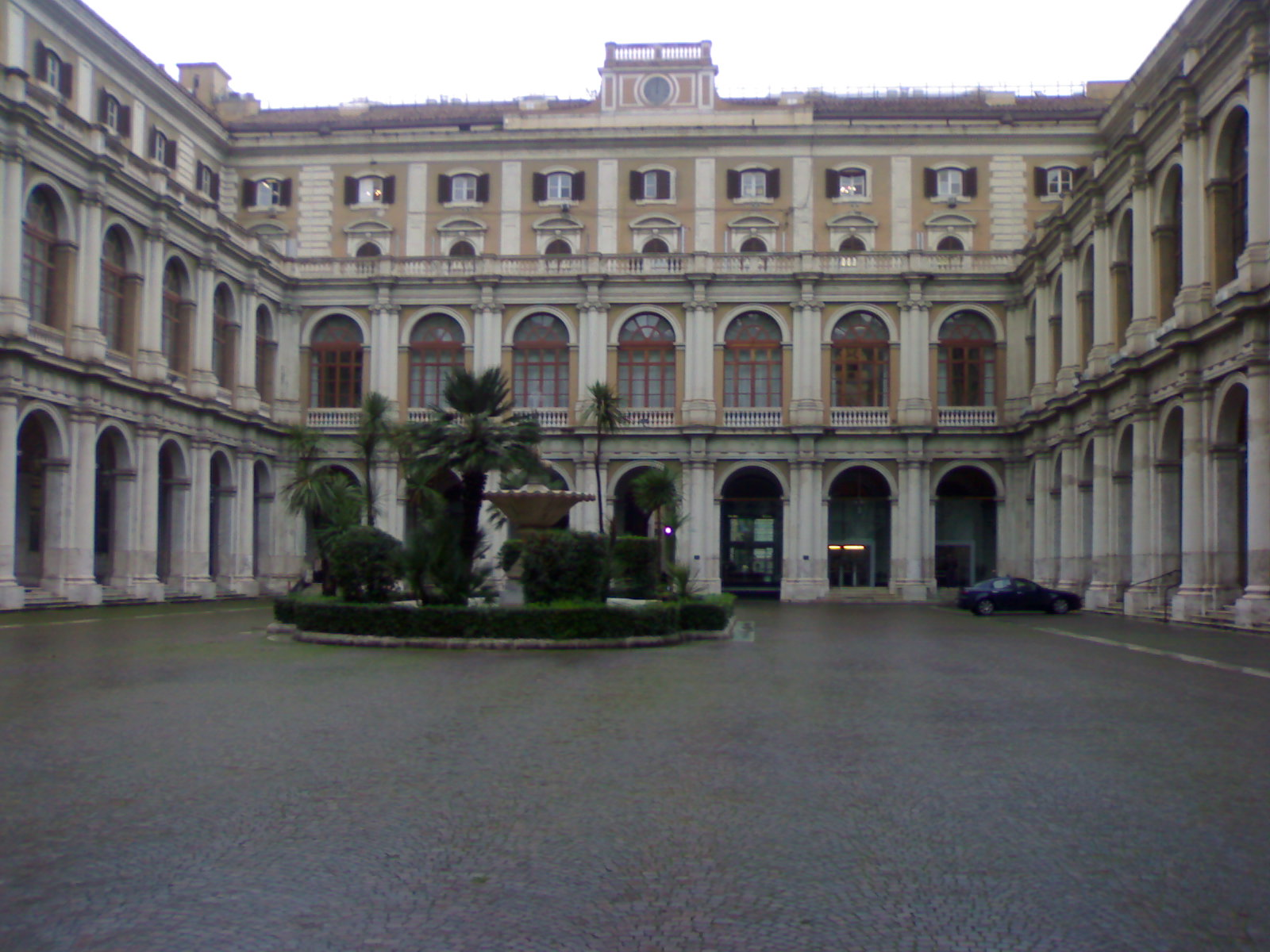
Innenhof des Palazzo

Der Palazzo delle Finanze (deutsch „Finanzpalast“) in Rom ist Sitz des italienischen Finanzministeriums. Der Palazzo ist auch heute noch eines der größten Regierungsgebäude in der italienischen Hauptstadt.

## Geschichte
Nachdem Rom 1871 Hauptstadt Italiens geworden war, beschloss die Regierung, auf dem Quirinal und dem Viminal und der östlich davon gelegenen Hochebene eine Reihe neuer Regierungsgebäude zu errichten. An der Via del Quirinale und der anschließenden Via XX Settembre sollten zwischen dem Quirinalspalast und der Porta Pia mehrere große Ministerien angesiedelt werden. Der erste Neubau an dieser Verkehrsachse war der Palazzo delle Finanze, es folgten das Kriegsministerium und das Landwirtschaftsministerium.

## Bau
Der Neubau wurde vom damaligen Finanzminister Quintino Sella angeregt. Unter der Leitung des Ingenieurs Raffaele Canevari entstand von 1872 bis 1877 das seinerzeit mit Abstand größte Regierungsgebäude in Rom. Dafür mussten die Reste der Porta Collina an der Servianischen Mauer abgetragen werden. Der Palazzo mit seinen drei rechteckigen repräsentativen Innenhöfen wurde im Stil der Neorenaissance errichtet. Das etwa 300 Meter lange und 120 Meter breite Gebäude diente zunächst nicht nur als Sitz des Finanzministeriums, sondern auch als Sitz der staatlichen Depositenkasse, des Rechnungshofes und als Tagungsort des Ministerrates.

## Inneres
Herz des Palazzo delle Finanze ist die Sala della Maggioranza. Allegorische Figuren repräsentieren die Einigung Italiens. Dieser Saal diente anfangs auch als Sitzungsort des Ministerrates. In der Sala del Parlamentino, die die Höhe von zwei Stockwerken umfasst, fanden früher öffentliche Sitzungen des Rechnungshofes statt. Erwähnenswert sind die hölzernen Sitzungsbänke an drei Seiten des Saales und die Holzdecke mit florealen Motiven. Im Büro des Ministers befindet sich noch immer der originale Schreibtisch des Finanzministers Quintino Sella. Dieser Schreibtisch wurde bis dato von allen seinen Nachfolgern genutzt.
Seit 1961 befindet sich die Münzsammlung (museo numismatico) der staatlichen Münzprägeanstalt IPZS im Palazzo delle Finanze. Die Sammlung umfasst rund 20.000 Exponate.